# Büchenbach (Pegnitz)
Büchenbach ist ein Gemeindeteil der Stadt Pegnitz im Landkreis Bayreuth (Oberfranken, Bayern). Die Gemarkung Büchenbach hat eine Fläche von 7,088 km². Sie ist in 1457 Flurstücke aufgeteilt, die eine durchschnittliche Flurstücksfläche von 4865,02 m² haben. In ihr liegt neben dem namensgebenden Ort der Gemeindeteil Kosbrunn.

## Geografie
Das Pfarrdorf liegt etwa fünf Kilometer nordwestlich von Pegnitz. Etwa 1,5 Kilometer südsüdwestlich erhebt sich der etwa 626 m ü. NN hohe Kleine Kulm, die höchste Erhebung der Fränkischen Schweiz. Die Bundesautobahn 9 verläuft westlich, die Bundesstraße 2 östlich des Ortes.

## Geschichte
1119 wurde der Ort als „Buchenbach“ erstmals urkundlich erwähnt. Er war schon zu dieser Zeit Sitz einer Pfarrei, die als Urpfarrei gilt, und gehörte zur Ausstattung des in diesem Jahr gegründeten Klosters Michelfeld.
Mit dem Gemeindeedikt (frühes 19. Jahrhundert) wurde die Ruralgemeinde Büchenbach gebildet, zu der Kosbrunn gehörte. Die Gemeinde hatte ein Marktrecht. Im Rahmen der Gebietsreform in Bayern wurde die Gemeinde am 1. Juli 1972 in die Stadt Pegnitz eingegliedert.

## Baudenkmäler

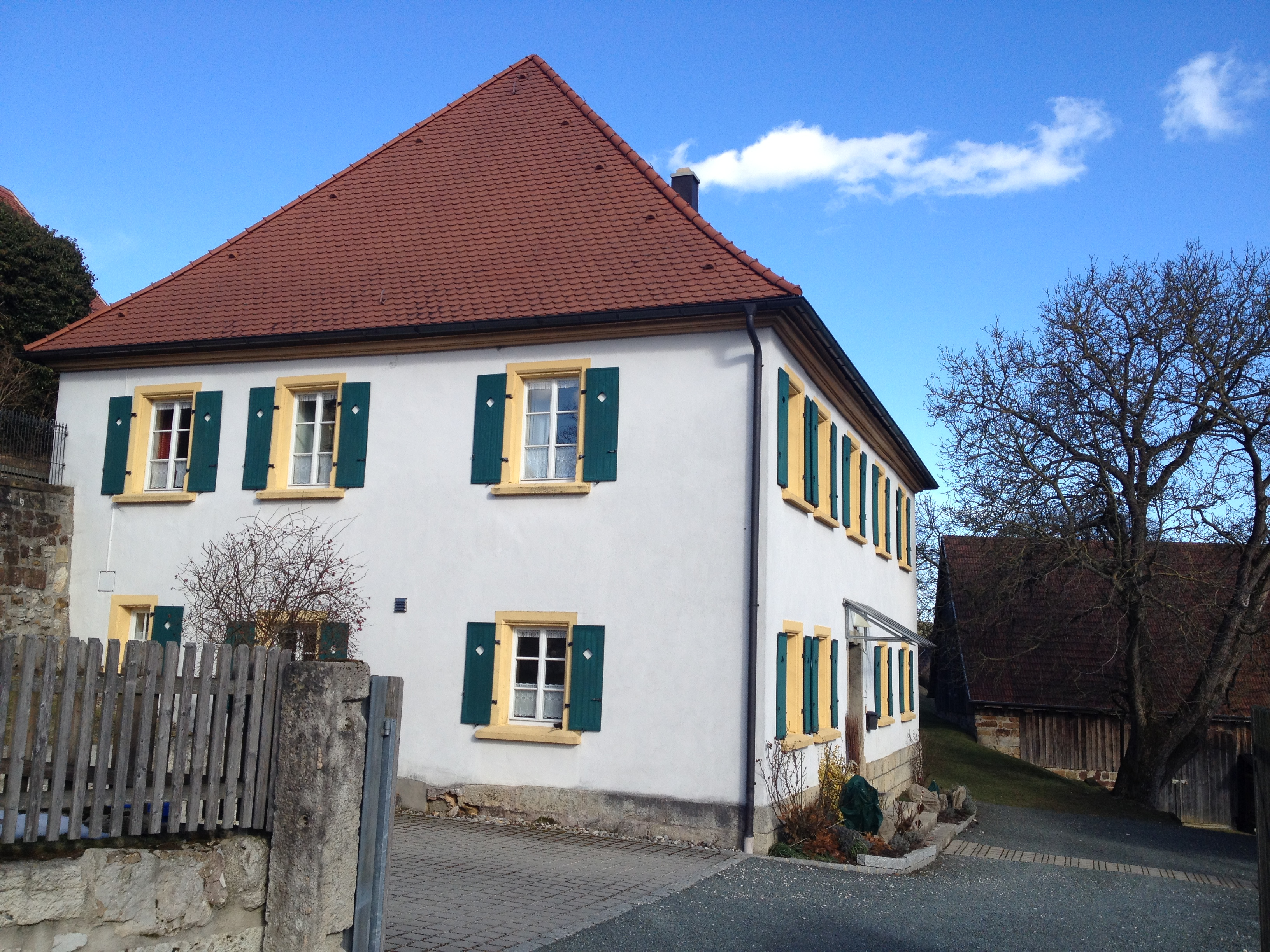
Das Pfarrhaus von Büchenbach
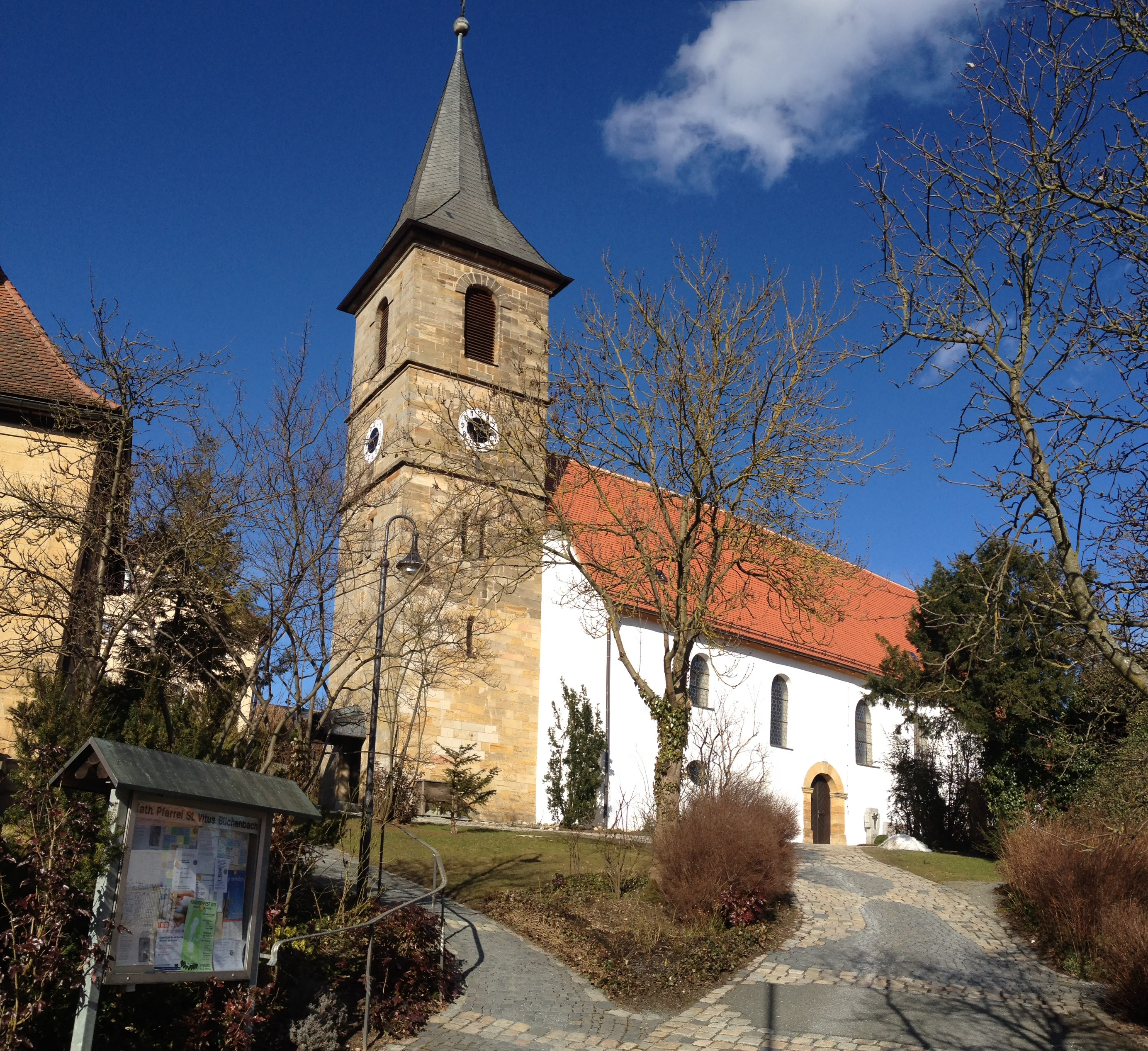
Die katholische Pfarrkirche St. Vitus
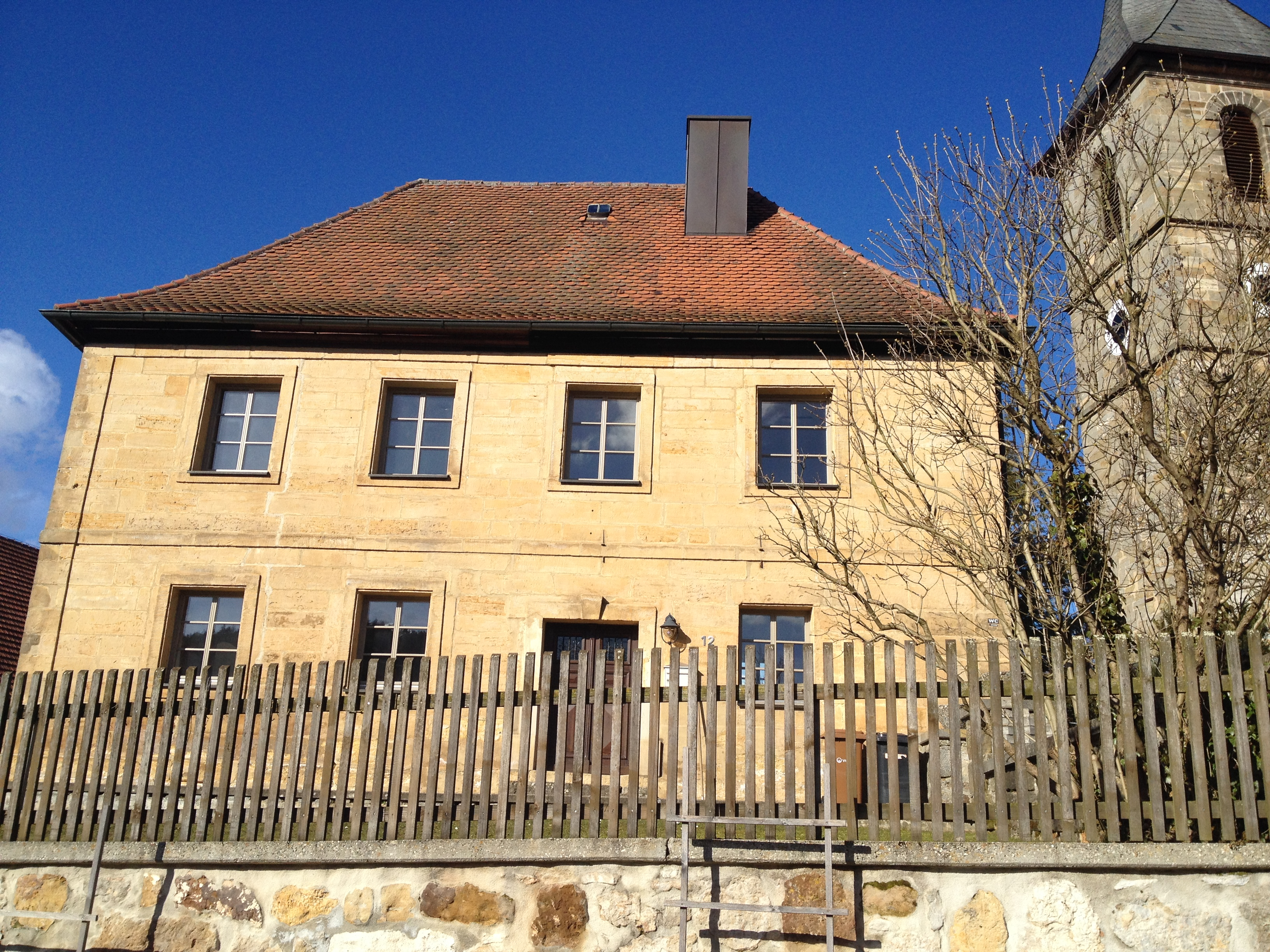
Das ehemalige Mesner- und Schulhaus
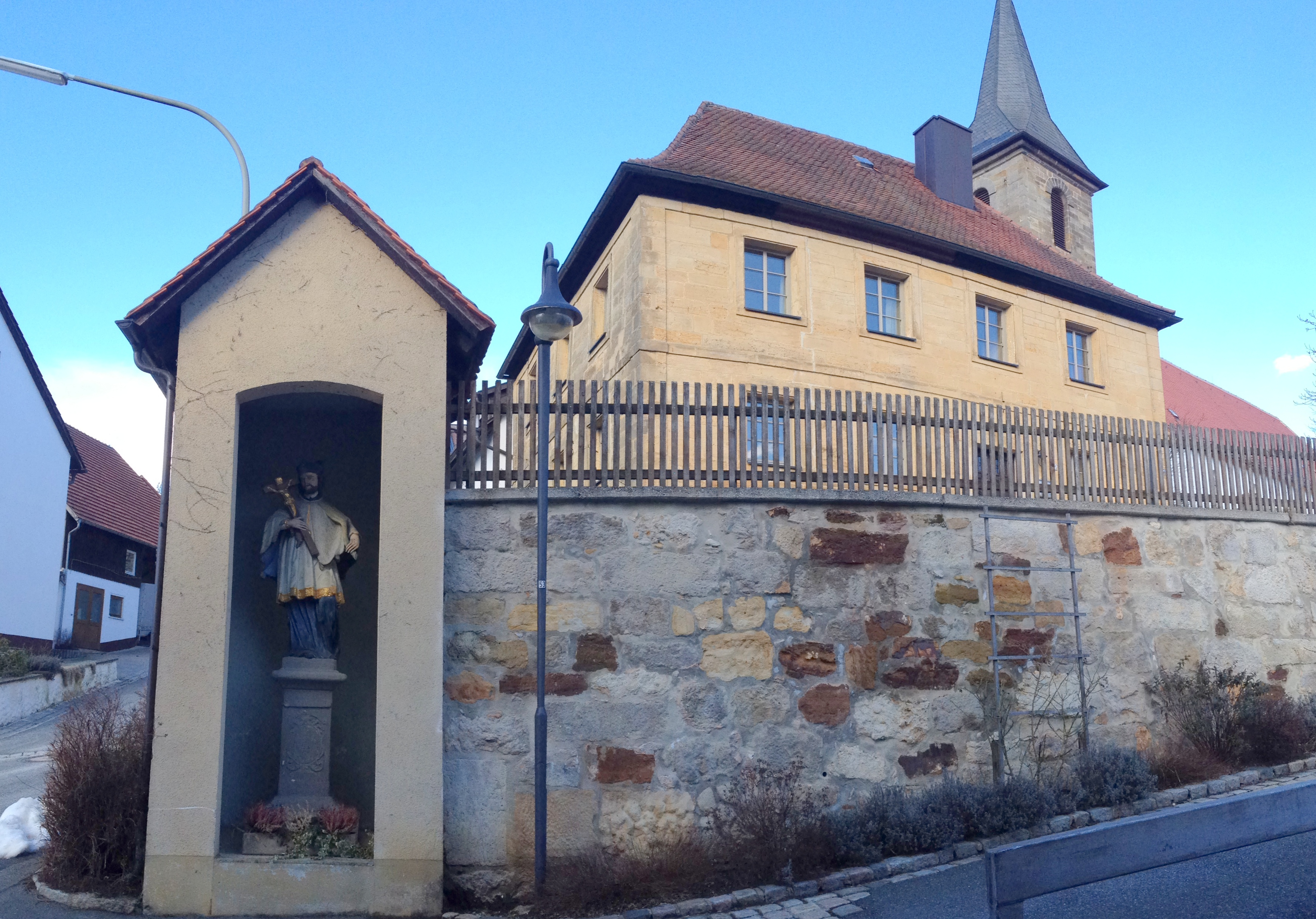
Eine Statue des heiligen Nepomuk